# Premio Nacional de Sociología y Ciencia Política
Galardón concedido por el Centro de Investigaciones Sociológicas como "reconocimiento a una trayectoria científica desarrollada en el ámbito de la sociología y/o la ciencia política." El primer premio se otorgó en el año 2002, concediéndose con carácter anual hasta 2007. Desde ese año y hasta 2018, el premio se otorgó cada dos años. A partir de 2018, el premio ha recuperado su carácter anual.

## Premios Nacionales de Sociología y Ciencia Política
- Francisco Murillo Ferrol (2002)
- Salustiano del Campo (2003)
- Juan José Linz (2004)
- José Jiménez Blanco (2005)
- Salvador Giner de San Julián (2006)
- José María Maravall Herrero (2007)
- Manuel Castells (2008)
- Carlos Moya Valgañón (2010)
- Juan Díez Nicolás (2012)
- Víctor Pérez-Díaz (2014)
- Emilio Lamo de Espinosa (2016)
- María Ángeles Durán (2018)[2]
- Inés Alberdi (2019)
- Miguel Beltrán Villalva (2020)[3]
- Constanza Tobío Soler (2021)
- Rafael Pardo Avellaneda (2022)
- Carlota Solé i Puig (2023)
- Pablo Oñate Rubalcaba (2024) [4]